# Rebecca (roman)
Rebecca är en roman av Daphne du Maurier från 1938 och hennes mest kända bok. Den är både en romantisk askungesaga och en psykologisk thriller. Filmatiseringen två år senare av Alfred Hitchcock belönades med en Oscar för bästa film.

## Handling
Romanen är en återblick av vad som hänt och börjar med meningen "I natt drömde jag att jag kom tillbaka till Manderley." Huvudpersonen är ung och fattig, och arbetar därför som sällskapsdam till en rik änka. På Rivieran träffar hon den ståtlige och gåtfulle Max de Winter som uppvaktar henne, och snart är de gifta. Hon vet inte så mycket om Max, utom att han har ett berömt hem, Manderley, och att hans första fru Rebecca dog i en tragisk olycka.
På godset Manderley i Cornwall härskar hushållerskan Mrs Danvers, som gör livet surt för huvudpersonen. Hon blir snart övertygad om att hon inte passar som härskarinna på Manderley och att hon aldrig kan ersätta den perfekta Rebecca, som Mrs Danver dyrkar.

## Stil och mottagande
Boken är en psykologisk thriller full av kärlek, död, besatthet och dålig självkänsla. Den har setts som en klassisk gotisk omtolkning av Askungen, och du Mauriers berättelse är på ett plan en bearbetning av Jane Eyre och nära systrarna Brontës melodramatiska miljöbeskrivning. Författarens noter till romanen förklarar att historien handlar om den första hustruns påverkan på den andra hustrun; i du Mauriers ursprungliga plan för berättelsen finns idén om att den första hustrun påverkar den andra så till den grad att denna hemsöks av föregångaren natt och dag.
Godset Manderley har stora likheter med Menabilly, ett ensligt beläget, Tudor-inspirerat gods i Cornwall som du Maurier ägnade 25 år att restaurera.
Jag-berättarens förnamn nämns aldrig, inte heller hennes efternamn som ogift. Titelfigurens liv speglar delar av du Mauriers eget, och även författaren gifte sig med en man som haft erfarenhet av en tidigare kärlekshistoria; i du Mauriers fall handlade det om maken Sir Frederick Browning, av familjen ofta kallad "Tom" och "Tommy".

### Mottagande
Rebecca introducerade för sin tid helt nya element i deckargenren, med sitt psykologiska fokus och inspiration från 1700- och det tidiga 1800-talets gotiska skräcklitteratur. Denna introducerade ursprungligen olycksbådande skräckmiljöer, övernaturliga uppenbarelser, detaljerade beskrivningar, hjältinnor i nöd, hjältar försjunkna i grubblerier och en allmän känsla av mystik. Av vissa feministiska kritiker har historien även setts som en gotisk berättelse om de faror som kvinnor utsätts för i deras makars patriarkala kontroll.
Denna för 1930-talet nya litterära still lockade mängder av läsare, och Rebecca  blev du Mauriers mest framgångsrika bok. En månad efter den brittiska originalutgivningen hade den sålts i 45 000 exemplar.

## Relaterade verk

### Filmatiseringar
Romanen har filmats flera gånger. Den mest berömda versionen är från 1940, Rebecca, regisserad av Alfred Hitchcock, med Joan Fontaine som Mrs de Winter och Laurence Olivier som Max de Winter. Filmen vann en Oscar för bästa film.
År 2020 presenterade Netflix Rebecca, en mer modern omtolkning i regi av Ben Wheatley.

### Uppföljare
I likhet med vad som hänt andra berömda bästsäljare har andra författare skrivit fortsättningar på berättelsen. Dessa inkluderar:
- Mrs de Winter (1993) av Susan Hill[8] (I skuggan av Rebecca, 1995)
- The Other Rebecca (1996) av Maureen Freely[2]
- Rebecca's Tale (2001) av Sally Beauman[4] (Rebeccas hemligheter, 2002)

I Mrs de Winter får Max[im] liv och hans hustru återkomma från deras exil, och den andra Mrs de Winter tror att lycka till slut är möjlig att finna. Historien, som hämtat viss inspiration från du Mauriers ursprungliga Rebecca Notebook, får dock ett fruktansvärt slut.
The Other Rebecca är en omskrivning av den ursprungliga romanen, där du Mauriers namnlösa berättare istället för konstnär nu är författare. Originalets Maxim de Winter heter här Max Midwinter, och miljön är uppdaterad till 1990-talets nutid.
Rebeccas hemligheter skrevs, efter en propå från släktingar till du Maurier, som avled 1989. Denna historia beskrivs därmed som en officiell fortsättning på den ursprungliga romanen, där handlingen utspelas tjugo år efter Rebeccas död. Med material från både Rebecca och Mrs de Winter vävs en historia där titelfiguren själv för första gången ges en egen röst.